# Carayaca ornata
Carayaca ornata is een hooiwagen uit de familie Zalmoxioidae.De wetenschappelijke naam Carayaca ornata is gebaseerd op een publicatie van González-Sponga.